# Cavipalpia
Cavipalpia é um gênero de mariposa pertencente à família Crambidae.